# Margaret Wycherly
Margaret Wycherly (Londres, Anglaterra, 26 d'octubre de 1881 − Nova York, 6 de juny de 1956) va ser una actriu anglesa.

## Biografia[2]
Filla del metge estatunidenc J. L. De Wolfe, Margaret Wycherly va néixer a Londres i va fer el seu debut en els escenaris londinencs el 1898. El 1901 es va casar amb l'escriptor, guionista i director nord-americà Bayard Veiller, de qui es va divorciar el 1922, i amb qui va tenir un fill, Anthony, nascut el 1903 i que va arribar a ser conegut escriptor.
Aclamada com una actriu de teatre a Anglaterra, Wycherly marxarà als Estats Units, on es va convertir en una estrella de Broadway, assegurant-se l'aparició gairebé cada temporada a l'escenari novaiorquès amb obres com Tobacco Road, Random Harvest,  Liliom , Sis personatges a la recerca d'autor  i La cadira tretzena, aquesta última escrita el 1916 per Bayard Veiller i adaptada per a la pantalla gran el 1929, dirigida per Tod Browning.
La pel·lícula El President Tirtheenth (1929), representà el debut de Wycherly al cinema, si s'exceptua una aparició prèvia al cinema mut The Fight (1915). El següent compromís va ser en la pel·lícula dramàtica Electric Chair (1934), després que l'actriu va tornar al teatre i va reprendre la seva carrera al cinema a partir del 1940.
El 1942 va ser nominada per l'Oscar a la millor actriu secundària pel paper de la mare de Gary Cooper a El sergent York (1941), de Howard Hawks, i durant els anys 1940 apareix en nombroses caracteritzacions de senyores de certa edat, com la Sra Deventer a Presoners del passat  (1942), la senyora Forrest a Keeper of the Flame  (1942), Ma Forrester a The Yearling  (1946) i una vella gitana a Els amors de Carmen (1948). El 1949 arriba al cim de la seva carrera amb el sofert paper de Jarrett en el drama La Fúria humana (1949), posant-se la roba de la mare amb qui el gàngster Cody Jarrett (James Cagney) és afectuosament però morbosament lligat.
Wycherly va afluixar l'activitat des de 1950 i va fer diverses aparicions en televisió en sèries populars en el seu moment com Lux Video Theatre (1953) i Studio One (1954). Entre els seus últims compromisos cinematogràfics, la policiaca The Man with a Cloak  (1951) i la biogràfica The President's Lady (1953), basat en la vida del president dels EUA Andrew Jackson i la seva esposa Rachel Jackson. L'última aparició en l'escenari va ser en un episodi de la sèrie General Electric Theater (1955).
Margaret Wycherly va morir a la ciutat de Nova York el 6 de juny de 1956, a l'edat de setanta-quatre anys.

## Filmografia[5]
- 1915: The Fight: Jane Thomas
- 1929: The Thirteenth Chair: Madame Rosalie La Grange
- 1934: Midnight: Mrs. Weldon
- 1940: Victory: Mrs. Schomberg
- 1941: El sergent York (Sergeant York): Mother York
- 1942: Crossroads: Madame Pelletier
- 1942: Random Harvest: Mrs. Deventer
- 1942: Keeper of the Flame: Old Mrs. Forrest
- 1943: Assignment in Brittany: M. Henriette Corlay
- 1943: The Moon Is Down: M. Sarah Orden
- 1943: Hangmen Also Die!: Ludmilla Novotny
- 1944: Experiment perillós (Experiment Perilous): Maggie
- 1945: Johnny Angel: Miss Drumm
- 1946: El despertar (The Yearling): Ma Forrester
- 1947: Something in the Wind: Àvia Read
- 1947: Forever Amber: Mrs. Spong
- 1948: Els amors de Carmen (The Loves of Carmen): Vella gitana
- 1949: Al roig viu (White Heat): Ma Jarrett
- 1951: The Man with a Cloak: Mrs. Flynn
- 1953: Aquel hombre de Tánger: Mrs. Sanders
- 1953: The President's Lady: Mrs. Robards

## Premis i nominacions
Nominacions
- 1942: Oscar a la millor actriu secundària per El sergent York